# 宇佐美寛
宇佐美 寛（うさみ ひろし、1934年4月16日 - 2023年8月25日）は、日本の教育学者。千葉大学名誉教授。
神奈川県横須賀市出身。1960年、東京教育大学教育学部卒業、同大学助手。1961 - 62年、ミネソタ州立大学に留学する。1965年、東京教育大学大学院博士課程修了。「ブロンスン・オルコットの教育思想」で教育学博士。1967年、千葉大学教育学部講師、1968年助教授、1977年教授、1993 - 97年教育学部長。2000年定年退官、名誉教授。

## 著書
- 『思考・記号・意味 教育研究における「思考」』誠信書房 1968
- 『思考指導の論理 教育方法における言語主義の批判』明治図書出版 1973
- 『「道徳」授業批判』明治図書出版 現代授業論シリーズ 1974
- 『ブロンソン・オルコットの教育思想』風間書房 1976
- 『教授方法論批判』明治図書出版 授業研究全書 1978
- 『授業にとって「理論」とは何か』明治図書出版 明治図書選書 1978
- 『論理的思考 論説文の読み書きにおいて』メヂカルフレンド社 1979
- 『授業の理論をどう作るか』明治図書出版 現代授業論双書 1983
- 『「道徳」授業をどうするか』明治図書出版 現代授業論双書 1984
- 『国語科授業批判』明治図書出版 教育選書 1986
- 『教育において「思考」とは何か 思考指導の哲学的分析』明治図書出版 現代授業論双書 1987
- 『道徳教育』放送大学教育振興会 1987
- 『「道徳」授業に何が出来るか』明治図書出版 教育新書 1989
- 『読み書きにおける論理的思考』明治図書出版 教育技術理論双書 1989
- 『「議論の力」をどう鍛えるか』明治図書出版 オピニオン叢書 1993
- 『国語科授業における言葉と思考 「言語技術教育」の哲学』明治図書出版 授業への挑戦 1994
- 『「道徳」授業における言葉と思考 「ジレンマ」授業批判』明治図書出版 教育選書 1994
- 『大学の授業』東信堂 1999
- 『宇佐美寛問題意識集』全15巻　明治図書出版、2001-05

1　「出口」論争とは何か　2001
2　国語教育は言語技術教育である
3　「分析批評」の再検討
4　「文学教育」批判
5　議論は,なぜ要るのか
6　論理的思考をどう育てるか　2003
7　論理的思考と授業の方法
8　授業をどう構想するか
9　<実践・運動・研究>を検証する　2003
10　自分にとって学校はなぜ要るのか
11　「経験」と「思考」を読み解く　2005
12　「価値葛藤」は迷信である 「道徳」授業改革論
13　「道徳」授業をどう変えるか
14　授業の構想と記号論
15　教育のための記号論的発想
- 『大学授業の病理 FD批判』東信堂 2004
- 『授業研究の病理』東信堂 2005
- 『大学授業入門』東信堂 2007
- 『〈論理〉を教える』明治図書出版 2008
- 『作文の教育 〈教養教育〉批判』東信堂 シリーズ『大学の授業実践』 2010
- 『教育哲学』東信堂 2011
- 『教育哲学問題集 教育問題の事例分析』東信堂 2013
- 『私の作文教育』さくら社 2014
- 『議論を逃げるな』さくら社 2017

### 共編著
- 『世界教育史大系 17 アメリカ教育史 1』共著 講談社 1975
- 『看護教育の方法』1-2　編 医学書院 看護教育ブックス 1987-93
- 『放送大学で何が起こったか あらためて「大学」を問う』深谷昌志共編著 黎明書房 1989
- 『<討論>言語技術教育』編著 明治図書出版 授業への挑戦 1991
- 『授業づくりに役立つ新国語科教科書研究 小学1～6年』向山洋一共編 明治図書出版 1992
- 『「近現代史の授業改革」批判』池田久美子共著 黎明書房 1997
- 『作文の論理 <わかる文章>の仕組み』編著 東信堂 1998
- 『看護教育の発想 授業をどう変えるか』米田和美共著 看護の科学社 2003

翻訳
- ベイリ『自然学習の思想』明治図書出版 世界教育学選集 1972

## 論文
- Cinii

## 注
1. 1 2 3 4  “宇佐美 寛”. さくら社 (2025年3月18日). 2025年8月4日閲覧。
2. ↑  『現代日本人名録』